# Bulbophyllum otochilum
Bulbophyllum otochilum är en orkidéart som beskrevs av Jaap J. Vermeulen. Bulbophyllum otochilum ingår i släktet Bulbophyllum och familjen orkidéer. Inga underarter finns listade i Catalogue of Life.